# Gárdián Gábor
Gárdián Gábor (Orosháza, 1957. április 16. –) magyar gordonkaművész, zenepedagógus.

## Életpályája
Zenei tanulmányait a szegedi Liszt Ferenc Zeneiskolában kezdte, a zeneművészeti szakközépiskolát Kedves Tamás irányításával végezte. Gordonkatanári diplomáját 1978-ban a Liszt Ferenc Zeneművészeti Főiskola Szegedi Tagozatán Sin Katalin felkészítésével szerezte meg. Mesterfokozatot 2013-ban szerzett.
1978-tól a szegedi Liszt Ferenc, ma Király-König Péter Zeneiskola tanára, másodállásban a Szegedi Nemzeti Színház zenekarának gordonka-szólamvezetője lett, miközben közel harminc évig a Szegedi Szimfonikus Zenekar állandó kisegítője is volt.
Előadóművészként és tanárként közismert alakítója Szeged zenei közéletének.
1978 őszén alapította meg a Szegedi Avantgarde Kvartett elnevezésű kamaraegyüttest, amellyel formabontó kortárs zenei formációként közel egy évtizedig koncertezett az ország számos városában és a határokon túl is.
Pedagógiai munkássága az 1980-as évektől már komoly sikereket hozott: az Országos Friss Antal Gordonkaversenyen rendszeresen, később nemzetközi versenyeken is sikeresen vettek részt tanítványai. Számos növendéke választotta a zenei pályát, közülük Mészáros Zsófia a világ legnevesebb szimfonikus zenekarai között számon tartott Bécsi Filharmonikusok tagja lett.
Cikkei, tanulmányai 1985-től jelennek meg különböző szaklapokban, napilapokban.
1997-ben alapította meg középiskolás és főiskolás tanítványaiból álló csellózenekarát, amellyel számos alkalommal léptek fel különböző kulturális és közéleti rendezvényeken.
1999-től éveken át a Kaposvári Vonós Tábor csellózenekarának karmestere volt.
2006 nyarán napvilágot látott szépirodalmi esszéregénye, Géza kék az ég címmel. 2006 augusztusától egyéves amerikai tanulmányúton vett részt.
Jelenleg Gordonkaiskolája folytatásán, valamint két, a tengerentúlon elkezdett könyv megírásán dolgozik.

## Kutatási területe
Zeneművészet, a magyar gordonkaoktatás hagyományainak kutatása.

## Gordonkaiskola
A magyarországi gordonkaoktatás alapjait megteremtő Popper Dávid, Schiffer Adolf, valamint a magyar zeneiskolai gordonkatanítás kottaanyagát megújító Friss Antal munkássága után a magyar gordonkaoktatás tanítási anyagának modernizálása és kiteljesítése a rendszerváltás idejére elengedhetetlenné vált.

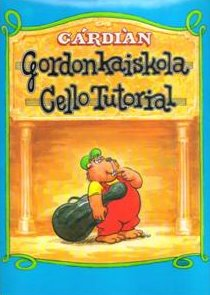
Gárdián Gábor: Gordonkaiskola [I] borító fedele, Ádám László grafikája

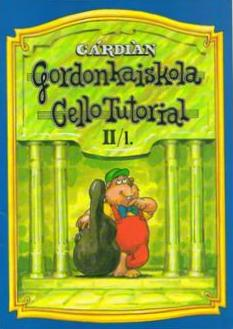
Gárdián Gábor: Gordonkaiskola II/1 borítófedele, Ádám László grafikája

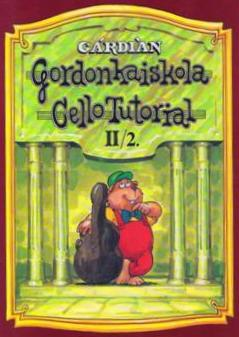
Gárdián Gábor: Gordonkaiskola II/2 borítófedele, Ádám László grafikája

A Borgulya András társszerzővel közösen írt Gárdián Gordonkaiskola kezdőknek szóló, első kötete hosszas, nemzetközi kitekintésű szakmai munka után 1992-ben jelent meg a Honffy Kiadó gondozásában. A haladóknak szánt, második kötet két részre bontva 2003-ban és 2004-ben jelent meg a Rózsavölgyi és Társa Kiadónál.
A Gordonkaiskola-sorozat kötetei a csellózás alapjaitól a legmagasabb játéktechnikai ismeretekig vezetik végig a tanulókat. A kötetek lépésről-lépésre foglalják össze a csellójáték elsajátításához szükséges, általános tudnivalókat.
A rendszerezett hangszertechnikai és zeneelméleti ismeretek révén a tankönyvek megfelelőek a zenei pályára készülők, és a kedvtelésből csellózók számára is.
A Gordonkaiskola-sorozat, sajátos metodikai szerkesztésmódjának köszönhetően világos rendszerbe foglalva valósítja meg a zeneelméleti, valamint hangszertechnikai ismeretek összehangolását.
Szakmai pályafutása során a szerző testközelből tanulmányozta a gordonkaoktatást a világ több pontján, és a kötetekben a magyar hagyományokból kiindulva ötvözte a csellóoktatás keleti és nyugati irányvonalait.
A nemzetközileg ismert, klasszikus csellódarabok mellett a kötetbe számos magyar zeneszerző műve bekerült, köztük Bartók Béla, Bárdos Lajos, Borgulya András, Farkas Ferenc, Hidas Frigyes, Horváth Balázs, Járdányi Pál, Kodály Zoltán, Maros Rudolf, Mező Imre, Popper Dávid, Reményi Attila, Schiffer Adolf, Soproni József, Szokolai Sándor, Szunyogh Balázs, Vántus István darabjai.
A Gordonkaiskoláról a Magyar Zeneszerzők Szövetségének egyik tagja úgy nyilatkozott: „Gárdián Gábor a kortárs magyar zeneszerzők bemutatásával az eddigi legnagyobb missziót végezte el a magyar zenepedagógiában”.
A tankönyv-sorozatban a magyar mellett megtalálhatók más népek zenei anyagai is, aminek köszönhetően a magyar-angol nyelvű köteteket a világ számos országában előszeretettel használják.
A Gordonkaiskola köteteiben eddig megjelent, ismert és kevéssé ismert darabok Borgulya András zeneszerzőnek, a kötetek társszerzőjének köszönhetően zeneileg újragondolt, ellenőrzött formában kerültek kiadásra. A kötetekben szereplő, válogatott darabok zenei minőségének felügyeletét Borgulya András halála (2005) után Huszár Lajos zeneszerző professzor folytatja. 
A gyakorló pedagógusok tapasztalatait is ötvöző, Gárdián Gordonkaiskola eddig megjelent köteteinek szakmai felügyeletét és patronálását Jákó Jenő és Ádám Károly gordonkaművészek, valamint a Liszt Ferenc Zeneművészeti Egyetem professzorai, Mező László és Onczay Csaba látták el.
A gyakorlati szempontok figyelembe vételével tördelt és szerkesztett kottaképet Ádám László rajzfilmgrafikus hörcsögfigurái színesítik. Az illusztrációk szervesen kapcsolódnak a kötetekben közölt darabokhoz, vagy a csellójáték elsajátításának technikai feladataihoz.
A Gordonkaiskola köteteivel együtt megjelenő mellékletek az előadási darabok zongorakíséreteit tartalmazzák.
A Gordonkaiskola a magyar zeneiskolai tantervek hivatalos ajánlásában is szerepel, a magyarországi gordonkaversenyek kötelezően játszandó darabjainak egyik fő forráshelye.

## Köteteiből
- Gordonkaiskola : Cello tutorial [I]/ Gárdián Gábor ; alkotótárs Borgulya András. [Szeged] : Honffy Kiadó, 1992. 112 p.
- Gordonkaiskola II/1, [Nyomtatott kotta] : A fekvésjáték alapjai = Cello Tutorial : The basics of playing in various positions / Gárdián Gábor ; ill. Ádám László. Budapest : Rózsavölgyi & Társa., 2003.
- Gordonkaiskola II/2, nyomtatott kotta : [zongorakíséret] / Gárdián Gábor. Budapest : Rózsavölgyi & Társa, 2004. 120 p.
- Géza kék az ég : esszéregény / Gárdián Gábor. Budapest : Magyar Egyetemi Kiadó, 2006. 254 p.

## Díjak, elismerések
- Magyar Arany Érdemkereszt
- Miniszteri Dicséret
- A Kulturális Minisztérium Országos Tankönyvfejlesztési Pályázatának díja
- „Bonis Bona – A nemzet tehetségeiért” díj
- Szegedért Alapítvány Művészeti Kuratóriumának díja
- Szeged Város Alkotói díja